# Індуська космологія

Велика структура Всесвіту

Map 2: Наваграхи у Всесвіті

Map 3: Земля і сусідні локи

Індуська космологія і терміни є найближчими до сучасних наукових термінів і навіть більше, що може свідчити про те, що Великий вибух не є початком всього, але тільки початок нинішнього циклу передувало нескінченне число всесвітів і  потім з'явиться ще нескінченне число всесвітів. Вона також припускає також нескінченне число всесвітів в даний момент часу.
у Рігведі питання про походження космосу в:
"Ні буття (сат), ні небуття не було досі. Що було приховано, і де? І в чиєму захист? ... Хто не знає, хто може оголосити його? Звідки воно народилася, і звідки прийшло це творіння? Деви  народились пізніше, ніж створення цього світу, так що хто знає, звідки він з'явився на світ? Ніхто не може знати, звідки створення виникло, і хто творив його, а хто ні. Той, хто існує у найвищих небесах, він один знає, чи може бути, не знає. "(Ріг Веда 10. 129)
Погляд Рігведи на космос також бачить один істинний божественний принцип самостворення виступає як божественне слово, вак, 'зародження' космосу, яким ми його знаємо, від (монізм) Хіраньягарбха -  Золотого черева (матки) . Хіраньягарбха альтернативно розглядають як Брахму, творець, який у свою чергу був створений , або, як Бог (Брахман) творив сам себе. Всесвіт  постійно розширюється з моменту створення і зникають через мільярди років, альтернативна думка -  що Всесвіт починає стискуватися після досягнення свого максимального розширення меж, поки вона не зникає в долі міліметра  [Архівовано 22 червня 2014 у Wayback Machine.] Створення починається заново після того, як пройдуть мільярди сонячних років, з небуття.
Пуранічна точка зору стверджує, що всесвіт твориться, руйнується і відтворюється у вічно повторюваній серії циклів. У індуської космології, Всесвіт зазнає близько 4320000000 років (один день Брахми, творця або кальпа) , а потім знищується вогнем чи водою , потім Брахма спочиває  одну ніч, так довго, як день. Цей процес, названий пралая ( буквально особливого розчинення в санскриті, зазвичай перекладається як "катаклізм"), повторюється протягом 100 років Брахми, який представляє тривалість життя Брахми. Брахма розглядається як прояв Брахмана як творець.
Зараз йде 51 рік буття Брахми або тобто його вік - 156 трлн. людських років. Після "смерті" Брахми, необхідно, щоб ще 100 років Брахми  пройшло до народження нового Брахми і все творіння починається заново. Цей процес повторюється знову і знову, назавжди.
Відповідно до ведичної космології всесвіт циклічно створюється і руйнується. Тривалість життя Господа Брахми, творця нашого всесвіту, становить 100 «років Брахми». Один день життя Брахми називається кальпа і дорівнює 4,32 млрд. років. Кожну кальпа Брахма одного за іншим створює 14 Ману, які по черзі правлять цим світом. Життя кожного Ману (
Манвантари) складається з 71 чатурюги. Кожна чатурюга (4,32 млн.р.), у свою чергу, ділиться на 4 доби (юги): Сатья, Трета, Двапара і Калі. 
Тривалість кожної юги: 
- Сатья-юга (Крита-юга): 1,728,000 людських років (вчетверо довше Калі-юги)
- Трета-юга: 1,296,000 людських років (втроє довше Калі-юги)
- Двапара-юга: 864,000 людських років (вдвічі довше Калі-юги)
- Калі-юга: 432,000 людських років. Почалася в 3102 році до н. е..)

У результаті, кожна ера має меншу тривалість, ніж доба, що ій передувала. Нинішня Калі-юга (залізна доба) почалася опівночі  18 лютого в 3102 до н.е. за юліанським календарем (рік 6898 голоцену ери.)
Після смерті одного Ману, Брахма створює наступного, і так цикл продовжується до того моменту, поки день Брахми не закінчується і всі 14 Ману і всесвіт будуть знищені. Коли настає ніч, Брахма лягає спати і спить протягом 4,32 млрд років, тобто рівно стільки, скільки триває його день. Наступного ранку Брахма створює ще 14 Ману в тій же послідовності, що і минулого разу. Цей цикл триває 100 божественних років (4,32*2*360*100=311040 млрд років) і називається вікальпа, після закінчення якого Брахма гине і потім знову створюється новий Брахма.